# Virming
Virming (deutsch Wirmingen, lothringisch Wirminge) ist eine französische Gemeinde mit 295 Einwohnern (Stand 1. Januar 2022) im Département Moselle in der Region Grand Est (bis 2015 Lothringen).

## Geographie
Die Ortschaft liegt 45 Kilometer südöstlich von Metz, 28 Kilometer nordöstlich von Château-Salins und acht Kilometer westlich von Albestroff (Albesdorf) am Lenzbronnerbach, einem Zufluss der oberen Albe.
Zur Gemeinde Virming gehören die Weiler
- Ibrick (südwestlich gelegen),
- Obrick (nordöstlich gelegen) und
- Besville (Besweiler, südlich gelegen).

## Geschichte
Das alte Dorf gehörte früher zum Herzogtum Lothringen; in der Nähe führte einst eine Römerstraße vorbei. Ältere Ortsbezeichnungen sind Wirmenges (1231), Warminga (1326), Wurmyngen, Wurmingen und Wurmenges (1476) sowie Virmanges (1573).  Im Jahr 1231 trat ein Wilhelm von Virming als Zeuge auf. 1323 bestimmte ein Walter Wirming chevalier de Metz seine Grabstätte im Kloster Salival.
Seit 1304 lag  das Patronat der Dorfkirche in Händen der Komturei der Johanniter von Hambach bei Neustadt, die es von Graf Eberhard I. von Zweibrücken als Geschenk erhalten hatte. In den Jahren 1727 und 1768 ließ die Äbtissin von Vergaville Reparaturen an der Kirche als Zehntherrin durchführen.
Das Dorf wurde im Dreißigjährigen Krieg zerstört und erst 1656 zwei Kilometer weiter südlich wiederaufgebaut. Für den Wiederaufbau wurden Trümmer des von den Schweden zerstörten Dorfs Klein-Wirmingen verwendet.
Das Gemeindewappen gründet auf dem Wappen von Marimont, von dessen Herrschaft Virming im Mittelalter abhängig war. Sie Schlüssel sind das Attribut von St. Peter, dem Schutzpatron der Pfarrei. Das Malteserkreuz erinnert datan, dass die Pfarrei Virming unter die Kommandantur von Saint-Jean-de-Bassel kam.
Durch den Frankfurter Frieden vom 10. Mai 1871 kam die Region von Frankreich an Deutschland und das Dorf wurde dem Kreis Château-Salins im Bezirk Lothringen des Reichslandes Elsaß-Lothringen zugeordnet. Die Dorfbewohner betrieben Getreide- und Weinanbau.
Nach dem Ersten Weltkrieg musste die Region aufgrund der Bestimmungen des Versailler Vertrags 1919 an Frankreich abgetreten werden. Im Zweiten Weltkrieg war die Region von der deutschen Wehrmacht besetzt und stand unter deutscher Verwaltung.

### Bevölkerungsentwicklung
| Jahr      | 1962 | 1968 | 1975 | 1982 | 1990 | 1999 | 2007 | 2019 | 2022 |
| Einwohner | 276  | 293  | 290  | 278  | 308  | 284  | 268  | 293  | 295  |

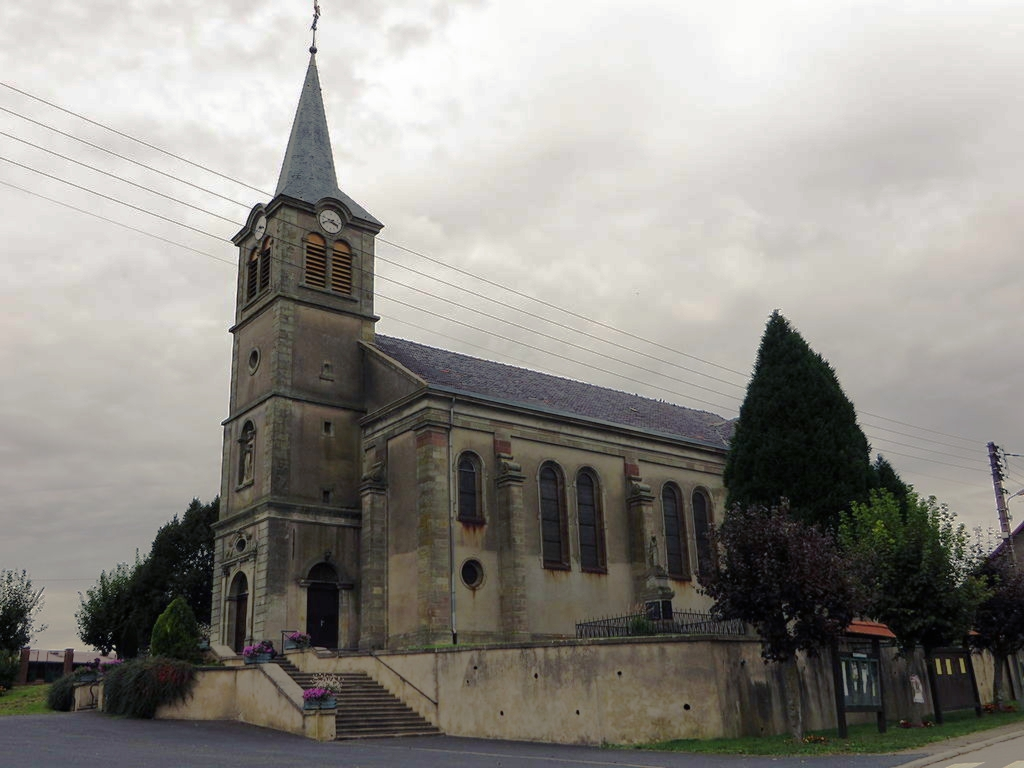
Kirche St. Peter
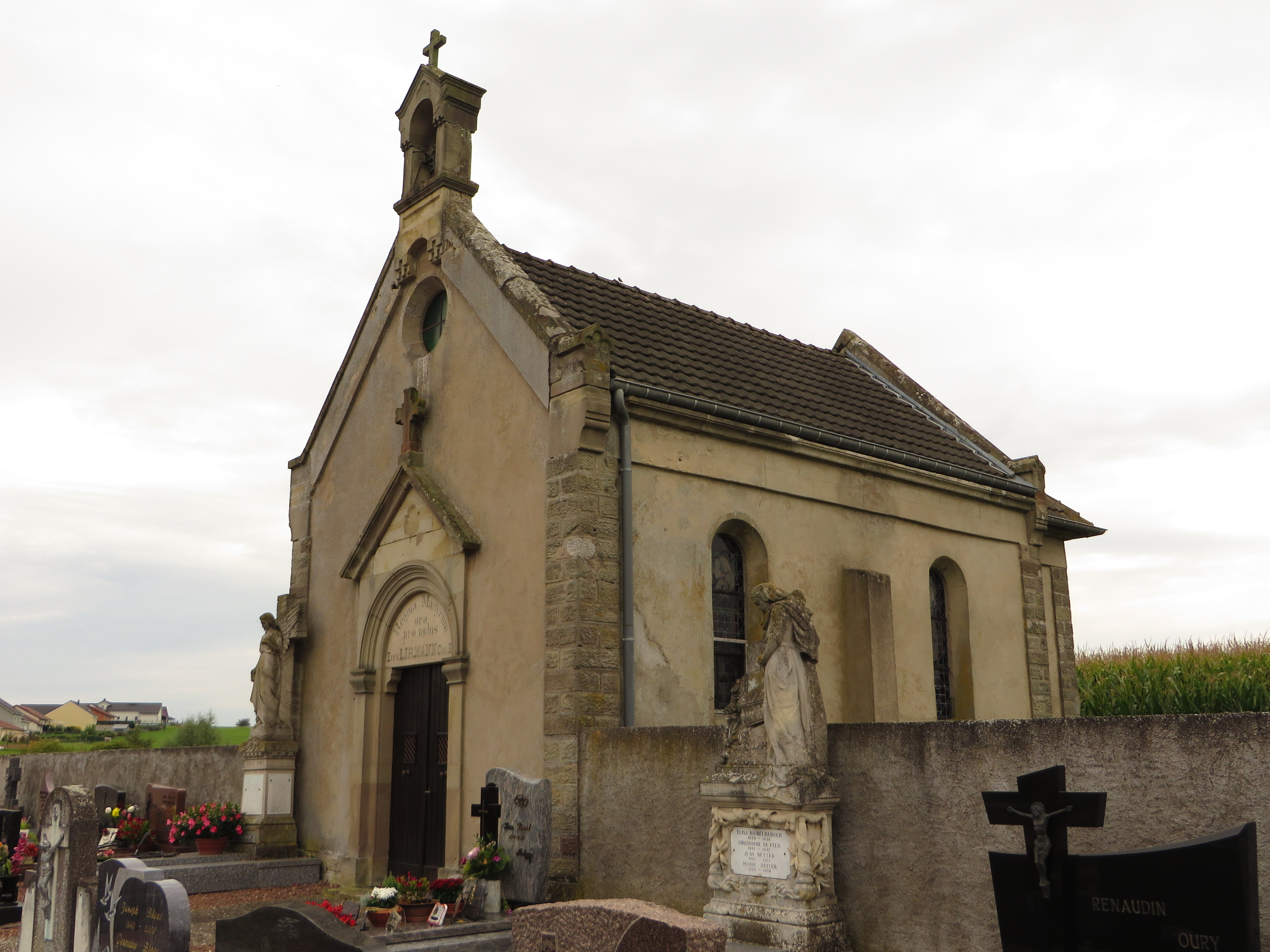
Friedhofskapelle St. Anna im Ortsteil Ibrick

## Belege
1. ↑  Populations de référence 2022. Commune de Virming (57723). In: insee.fr. Abgerufen am 14. März 2025.
2. 1 2 3 4  Eugen H. Th. Huhn: Deutsch-Lothringen. Landes-, Volks- und Ortskunde, Stuttgart 1875, S. 494–295  (google.books.com).
3. 1 2 3 4 5  Franz Xaver Kraus: Kunst und Alterthum in Elsass-Lothringen. Beschreibende Statistik. Band III: Kunst und Althertum in Lothringen, Friedrich Bull, Straßburg 1886,  S. 1042–1943  (books-google.com).
4. ↑  Wappenbeschreibung auf genealogie-lorraine.fr (Memento vom 24. März 2016 im Internet Archive) (französisch)